# 1982年全豪オープン
1982年 全豪オープン（1982ねんぜんごうオープン、Australian Open 1982）は、オーストラリア・メルボルン市内にある「クーヨン・テニスクラブ」にて、1982年11月29日から12月13日まで開催された。

## 大会の流れ
- 大会会場はメルボルン市内にある「クーヨン・テニスクラブ」の芝生コートで開催。
- 男子シングルスは「96名」の選手による7回戦制で行われ、シード選手16名を含む32名の上位選手は「1回戦不戦勝」（抽選表では“Bye”と表示）があった。女子シングルスは「56名」の選手による6回戦制で行われ、上位シード選手8名に「1回戦不戦勝」があった。
- 混合ダブルスは、1970年から1985年まで競技の実施が中止されていた。したがって、記事中の「決勝戦の結果」に混合ダブルスはなく、4部門のみの記載になる。

## シード選手

### 男子シングルス
1. ヨハン・クリーク　（優勝、大会2連覇）
2. スティーブ・デントン　（準優勝、2年連続）
3. マーク・エドモンドソン　（1回戦）
4. ブライアン・ティーチャー　（ベスト8）
5. ティム・メイヨット　（3回戦）
6. ハンク・プフィスター　（ベスト4）
7. ジョン・アレクサンダー　（4回戦）
8. クリス・ルイス　（3回戦）
9. ジョン・サドリ　（4回戦）
10. ティム・ウィルキソン　（3回戦）
11. ジェフ・ボロウィアク　（4回戦）
12. ビクトル・ペッチ　（1回戦）
13. フィル・デント　（4回戦）
14. ラッセル・シンプソン　（2回戦）
15. フリッツ・ビューニング　（1回戦）
16. ポール・マクナミー　（ベスト8）

### 女子シングルス
1. マルチナ・ナブラチロワ　（準優勝）
2. クリス・エバート・ロイド　（初優勝）
3. アンドレア・イエガー　（ベスト4）
4. ウェンディ・ターンブル　（ベスト8）
5. パム・シュライバー　（ベスト4）
6. ハナ・マンドリコワ　（2回戦＝初戦）
7. バーバラ・ポッター　（3回戦）
8. ミマ・ヤウソベッツ　（2回戦＝初戦）
9. ビリー・ジーン・キング　（ベスト8）
10. アン・スミス　（ベスト8）
11. アンドレア・リーンド　（2回戦）
12. ジーナ・ガリソン　（2回戦）
13. イボンヌ・コーリー　（2回戦）
14. ロザリン・フェアバンク　（3回戦）
15. クラウディア・コーデ＝キルシュ　（3回戦）
16. ヘレナ・スコバ　（1回戦）

## 大会経過

### 男子シングルス
準々決勝
- ヨハン・クリーク vs.  ドルー・ギトリン　6-0, 6-4, 6-1
- ポール・マクナミー vs.  パット・キャッシュ　6-4, 6-7, 6-3, 6-4
- ハンク・プフィスター vs.  ブライアン・ティーチャー　6-1, 6-3, 6-7, 1-6, 7-6
- スティーブ・デントン vs.  サミー・ジアマルバ　4-6, 6-3, 6-3, 2-6, 6-3

準決勝
- ヨハン・クリーク vs.  ポール・マクナミー　7-6, 7-6, 4-6, 3-6, 7-5
- スティーブ・デントン vs.  ハンク・プフィスター　6-4, 4-6, 6-3, 3-6, 7-6

### 女子シングルス
準々決勝
- マルチナ・ナブラチロワ vs.  アン・スミス　6-2, 6-1
- パム・シュライバー vs.  ウェンディ・ターンブル　6-7, 6-3, 6-3
- アンドレア・イエガー vs.  エヴァ・プファッフ　7-5, 6-1
- クリス・エバート・ロイド vs.  ビリー・ジーン・キング　6-2, 6-2

準決勝
- マルチナ・ナブラチロワ vs.  パム・シュライバー　6-2, 6-4
- クリス・エバート・ロイド vs.  アンドレア・イエガー　6-1, 6-0

## 決勝戦の結果
- 男子シングルス： ヨハン・クリーク vs.  スティーブ・デントン　6-3, 6-3, 6-2
- 女子シングルス： クリス・エバート・ロイド vs.  マルチナ・ナブラチロワ　6-3, 2-6, 6-3
- 男子ダブルス： ジョン・アレクサンダー＆ ジョン・フィッツジェラルド vs.  ジョン・サドリ＆ アンディ・アンドリュース　6-4, 7-6
- 女子ダブルス： マルチナ・ナブラチロワ＆ パム・シュライバー vs.  クラウディア・コーデ＝キルシュ＆ エヴァ・プファッフ　6-4, 6-2